# Râul Huda lui Papară
Râul Huda lui Papară (numit și Râul Valea Morilor) este un curs de apă afluent al Arieșului. Râul izvorăște din peștera Huda lui Papară
Râul Huda lui Papară este un mic curs de apă care izvorăște din peștera Huda lui Papară. După ce traversează satul Sub Piatră, urmează un traseu cu multe repezișuri și cascade și se varsă în Arieș după numai 4 km, coborând o diferență de nivel de 260 m.  Condițiile naturale au favorizat construirea în trecut, a morilor de apă, motiv pentru care cursul de apă a fost denumit local și Valea Morilor. Au fost identificate urmele a 12 astfel de mori, dar din păcate în 2005 mai exista doar una cu funcționare intermitentă.

## Hărți
- Harta Munții Trascău  Arhivat în 11 octombrie 2008, la Wayback Machine.
- Harta Munții Apuseni Harta Muntil
- Harta Județul Alba Harta Judetul Alba